# Fanny's Conspiracy
Fanny's Conspiracy (o Fanny's Constancy) è un cortometraggio muto del 1913 diretto da Van Dyke Brooke che ne è anche protagonista insieme a Norma Talmadge.

## Produzione
Il film fu prodotto dalla Vitagraph Company of America.

## Distribuzione
Distribuito dalla General Film Company, il film - un cortometraggio in una bobina - uscì nelle sale cinematografiche statunitensi il 14 novembre 1913.